# Conrad d'Ivrée
 (juillet 2020).
Si vous disposez d'ouvrages ou d'articles de référence ou si vous connaissez des sites web de qualité traitant du thème abordé ici, merci de compléter l'article en donnant les références utiles à sa vérifiabilité et en les liant à la section « Notes et références ».
Conrad d'Ivrée (en italien : Corrado Cono), (938 † 1001), était un noble d'Italie et Francie occidentale. Troisième fils de Bérenger II, roi d'Italie et de sa femme Willa d'Arles, et frère d'Aubert Ier, roi d'Italie, et de Guy d'Ivrée, il était le 7e marquis d'Ivrée 965 - 989, duc de Spolète 996 - 998 et Camerino 996 - 1001. 

## Biographie
On pense que son père fit de lui le premier comte de Vintimille. D'après les Gesta Archiepiscoporum Mediolanensium, après la défaite de son père et de son frère Aubert et la mort de son frère Guy de la main d'Otton Ier, Conrad se soumit à ce dernier, qui le fit marquis de Milan, fonction qu'il occupa de 957 à 961.
Le 12 septembre 962, Othon concéde à l'évêque de Modène des territoires dans les comtés de Modène et de Bologne qui avaient autrefois appartenu à Conrad et Guy. 
Avant 987, Conrad épousa Richilde, fille d'Ardouin le Glabre, premier seigneur de la marche de Turin.
En 965, Othon le nomma seigneur de la marche d'Ivrée, qu'il laissa à son cousin Arduin aux alentours de 990.
Otton III le nomma ensuite duc de Spolète et de Camerino en mai 996 mais en décembre 998, il décide de le remplacer à Spolète par son compagnon d'enfance Adémar de Capoue. 
Selon le site Foundation for Medieval Genealogy, Conrad d'Ivrée n'a pas eu de descendance de Richilde. Il n'est pas noté d'autre union.

### liens externes
- (en) Charles Cawley, « Northern Italy (1) Chapter 5. Counties in Piemonte and Val d'Aosta C. Marchesi d'Ivrea », sur fmg.ac/MedLands (Foundation for Medieval Genealogy) (consulté en juillet 2020), dont la fiche « Corrado Cono Ivrea ».